# 棉花薄泡螺
棉花薄泡螺（学名：Philine argentata）是头楯目薄泡螺科薄泡螺属的一种。
WoRMS認為本物種是東方壳蛞蝓（Philine orientalis A. Adams, 1855）的異名。

## 型態特徵
本物種的種小名為argentata，在拉丁文的意思就是「銀」，得名於本物種的銀白色表面。
殼長約8mm，殼面密佈螺旋紋。

## 分佈
本物種的模式產地位於日本，但其分佈見於韩国，中国大陆的黃渤海、東中國海及南中國海的南沙群島，台湾，常栖息在浅海沙底。